# دانشگاه اسمارا
دانشگاه اسمارا یک دانشگاه در اریتره است که در اسمره واقع شده‌است.